# Ariana Harwicz
Ariana Harwicz, née le 13 décembre 1977 à Buenos Aires en Argentine, est une romancière argentine.

## Biographie
Ariana Harwicz naît en 1977 à Buenos Aires. Après des études de cinéma et de dramaturgie en Argentine, elle obtient une licence en arts du spectacle et un master en littérature comparée à l'université Paris-Diderot. Elle s'installe définitivement en France en 2007, et réside entre Paris et un petit village situé près de la ville de Sancerre, dans le département du Cher, dans la région du Centre-Val de Loire, en compagnie de l'écrivain argentin Edgardo Scott,,.
Elle publie en 2012 son premier roman, Crève, mon amour (Matate, amor), qui évoque, dans un long monologue intime, les affres et les douleurs de la maternité vécu par une jeune mère en plein doute,,,. Elle publie ensuite les romans La débil mental, en 2014, et Precoz, en 2015. Ces trois romans forment une trilogie involontaire, parfois nommé trilogie de la passion par la critique et la presse.
En 2018, la traduction anglaise de Crève, mon amour (Matate, amor) est nommée pour le prix international Booker.
En 2019, elle publie son quatrième roman, Degenerado, qui raconte l'histoire d'un pédophile,.
En 2020, elle publie Desertar, un essai sur la traduction et la littérature, en collaboration avec le traducteur franco-argentin Mikaël Gómez Guthart.

## Œuvre

### Romans
- Matate, amor (2012) Publié en français sous le titre Crève, mon amour, traduction d'Isabelle Gugnon, Paris, éditions du Seuil, 2020
- La débil mental (2014)
- Precoz (2015)
- Degenerado (2019)

### Essais
- Tan intertextual que te desmayás (2013, avec Sol Pérez)
- Desertar (2020, avec Mikaël Gómez Guthart)

## Prix et distinctions notables
- Semi-finaliste du prix international Booker en 2018 avec le roman Crève, mon amour (Matate, amor)[12].
- Finaliste du prix Republic of Consciousness en 2018 avec le roman Crève, mon amour (Matate, amor)[13].